# 두루미사촌
두루미사촌(학명: Aramus guarauna)은 두루미목에 속하는 새의 일종이다. 두루미사촌과(─四寸科, Aramidae)와 두루미사촌속(Aramus)의 유일한 종이다. 대형 뜸부기처럼 보이지만, 해부학적으로는 두루미에 더 가깝다. 미국 플로리다부터 아르헨티나 북부 지역에 이르는 아메리카 온대, 열대 지역의 저지대에서 주로 발견된다. 사과우렁이속(Pomacea) 왕우렁이 등의 연체동물을 주로 먹는다. 영어명 림프킨(limpkin)이라는 이름은 절뚝거리며 걷는(limp) 모습때문에 붙여진 이름이다.